# Kenneth Box
Kenneth Box   (Liverpool, 1 de desembre de 1930 - 1 de setembre de 2022) és un atleta anglès, ja retirat, especialista en curses de velocitat, que va competir durant la dècada de 1950.
El 1956 va prendre part en els Jocs Olímpics d'Estiu de Melbourne, on disputà dues proves del programa d'atletisme. Fou cinquè en els 4x100 metres, mentre en els 100 metres quedà eliminat en semifinals.
En el seu palmarès destaca una medalla de plata en els 4x100 metres al Campionat d'Europa d'atletisme de 1954. Formà equip amb George Ellis, Kenneth Jones i Brian Shenton. Millorà dues vegades el rècord britànic de 4x100 metres. El 1957 es proclamà campió britànic de l'AAA en les 100 iardes.

## Millors marques
- 100 metres. 10.6" (1956)[1][5]